# Municipio Santa Rosa de Yacuma
Das Municipio Santa Rosa de Yacuma (kurz: Santa Rosa) ist ein Verwaltungsbezirk im Departamento Beni im Tiefland des südamerikanischen Anden-Staates Bolivien.

## Lage im Nahraum
Das Municipio Santa Rosa ist eines von vier Municipios der Provinz Ballivián und liegt im nordöstlichen Teil der Provinz. Es grenzt im Westen an das Municipio Reyes, im Süden an das Municipio San Borja, im Osten an die Provinz Yacuma und im Norden an die Provinz Vaca Díez.
Größte Ortschaft und Verwaltungssitz in dem Municipio ist die Stadt Santa Rosa mit 4727 Einwohnern (2001) im südlichen Teil des Municipios.

## Gewässer
Durch das Municipio fließt im südlichen Teil von Westen nach Osten der Río Yacuma, im zentralen Teil von Westen nach Osten der Río Yata und im Westen an der Grenze zum Municipio Reyes in nördlicher Richtung der Río Biata. Im Südwesten der Provinz an der Grenze zum Municipio Reyes befindet sich der Süßwassersee Laguna Rogagua.

## Geographie
Das Municipio Santa Rosa befindet sich östlich der Cordillera Oriental im bolivianischen Tiefland zwischen den Flusssystemen des Río Beni und des Río Mamoré, die in nördlicher Richtung in das Amazonas-Tiefland strömen.
Das Klima der Region ist ganzjährig tropisch-feucht, die monatlichen Niederschläge erreichen Werte zwischen 200 und 300 mm von Dezember bis März (siehe Klimadiagramm Rurrenabaque). Die jährliche Durchschnittstemperatur liegt bei 26 °C und schwankt nur unwesentlich zwischen 23 °C im Juni/Juli und knapp 28 °C im November/Dezember.

## Bevölkerung
Die Einwohnerzahl ist zwischen 1992 und 2024 um etwa 50 Prozent angestiegen:
| Jahr | Einwohner | Quelle       |
| ---- | --------- | ------------ |
| 1992 | 7.212     | Volkszählung |
| 2001 | 9.016     | Volkszählung |
| 2012 | 9.478     | Volkszählung |
| 2024 | 10.910    | Volkszählung |

Die Bevölkerungsdichte des Municipios lag bei der letzten Volkszählung im Jahr 2012 bei 1,12 Einwohner/km², der Anteil der städtischen Bevölkerung ist 50,3 Prozent.
Die Lebenserwartung der Neugeborenen lag im Jahr 2001 bei 66,1 Jahren.
Der Alphabetisierungsgrad bei den über 19-Jährigen beträgt 87,6 Prozent, und zwar 91,9 Prozent bei Männern und 82,8 Prozent bei Frauen. (2001)

## Politik
Ergebnis der Regionalwahlen (concejales del municipio) vom 4. April 2010:
| Wahl- berechtigte |  | Wahl- beteiligung | gültige Stimmen |  | MNR-PUEBLO | PRIMERO | MAS-IPSP |
| ----------------- |  | ----------------- | --------------- |  | ---------- | ------- | -------- |
| 3.768             |  | 3.392             | 3.102           |  | 1.712      | 872     | 518      |
|                   |  | 90,0 %            | 91,5 %          |  | 55,2 %     | 28,1 %  | 16,7 %   |

Ergebnis der Regionalwahlen (elecciones de autoridades políticas) vom 7. März 2021:
| Wahl- berechtigte |  | Wahl- beteiligung | gültige Stimmen |  | MTS     | AHORA!  | MAS-IPSP | TODOS   | CAMBIEMOS |
| ----------------- |  | ----------------- | --------------- |  | ------- | ------- | -------- | ------- | --------- |
| 5.796             |  | 4.877             | 4.108           |  | 1.484   | 902     | 754      | 649     | 211       |
|                   |  | 84,14 %           | 84,23 %         |  | 36,12 % | 21,96 % | 18,35 %  | 15,80 % | 5,14 %    |

## Gliederung
Das Municipio besteht nur aus einem einzigen Kanton (cantón):
- Kanton Santa Rosa de Yacuma

## Ortschaften im Municipio Santa Rosa de Yacuma
- Kanton Santa Rosa de Yacuma
  - Santa Rosa de Yacuma 4727 Einw. – El Triunfo 454 Einw. – Comunidad Australia 373 Einw. – El Cerrito 273 Einw. – El Rosario 248 Einw. – Ponton Santa Teresa del Yata 55 Einw.